# Сиратори, Кэндзи
Кэндзи Сиратори (яп. ケンジ・シラトリ Кэндзи Сиратори; род. 13 марта 1975 года в Титосэ, Хоккайдо, Япония) — японский писатель и экспериментальный музыкант. Отнесён к литературному направлению так называемой «странной фантастики». В своих произведениях описывает антиутопический хаотичный мир будущего, используя повествование от лица искусственного интеллекта, срощенного с человеком (что делает их схожими с произведениями в стиле киберпанк, в частности, с фильмом Синъи Цукамото «Тэцуо — железный человек») и футуристические и сюрреалистические образы (последним автор уделяет большее внимание, нежели повествованию). Писательский стиль Сиратори сравним с экспериментальными техниками сюрреалистов и таких писателей, как Уильям С. Берроуз и Антонен Арто (которого автор отмечает как своего основного вдохновителя).
Также Сиратори привлёк внимание к себе в 2006 году, начав активную деятельность как нойз-музыкант и сотрудничая со многими индастриал, эмбиент, EBM и goth группами, среди которых Richard Ramirez, Владимир Хирш, Torturing Nurse, Dead Man’s Hill, Astro. На данный момент Сиратори принял участие в записи более чем 300 релизов.

### Романы
- Blood Electric (2002) (перевод — А. Скобин)
- Headcode (2004)
- Human_Worms (2004)
- Smart-d (2004)
- (debug.) (2004)
- GIMMICK (2005)
- GENEDUB (2006)
- Acidhuman Project (2006)
- Nonexistence (2006)

### Рассказы
- hallucination=cell
- Bizarre Machine
- µ-]
- TATTOO
- Paranoid
- The Etude of Murder
- Hardcore
- CODA
- DustNirverna
- acidHUMAN
- NDRO

### Передачи
- Механическая Охота На Гротеска (2006)
- GX Jupitter-Larsen / Kenji Siratori: японский разговорный шум (2006)
- Кендзи Сиратори: Gene TV (ocp + t3tsuo играет Кендзи Сиратори) (2006)
- Andrew Liles & Kenji Siratori " The Vortex Vault "(2006)
- FUCKNAMLOAD (2006)
- NORDVARGR / BEYOND SENSORY EXPERIENCE vs. Кендзи Сиратори-HYPERGENOME666 (2006)
- ABBILDUNG против Kenji Siratori-значение слова звук (2006)
- Таблетки Человеческого Тела (2006)
- Убить Все Машины (2006)
- KENJI SIRATORI + PENDRO: терминальная машина (2006)
- Сопоставление подвиг. Kenji Siratori w / Ctephin & нимфы или сатиры (2006)
- Кендзи Сиратори + Пытка Медсестра: Безумный Болван Сказка (2006)
- Кэндзи Сиратори и Disthroned агония: Кэндзи Сиратори и Disthroned агония (2006)
- Семпервиренс против Кендзи Сиратори: обычный день (2007)
- Франк ВИГРУ против Кендзи Сиратори: пустыня гипофиза (2007)
- Выход Человека (2007)
- Жертва Изнасилования В Поп-Культуре / Kenji Siratori: Различные Модели Речи (2007)
- Кендзи Сиратори с участием Мариано Эквицци: генетическое море (2007)
- Фактор некроза разума против Кендзи Сиратори: жестокий эмулятор (2007)
- Kenji Siratori / Djet: Нарколепсия, Самоубийство (2007)
- Кендзи Сиратори / Suburbia Melting: LEVEL (2007)
- Первый человеческий Ферро / KENJI SIRATORI: Adamnation (2007)
- Механизм Трупа (2007)
- Kenji Siratori / Ohmnoise: генетика (2007)
- Akrabu / Kenji Siratori: Paradise Apparatus (2007)
- Карстен Хамре против Кендзи Сиратори: мир плаценты (2007)
- Мелек-Тха & Кэндзи Сиратори: корпорация Schizophrenik истребления (2007)
- Бронемашиныи с Кэндзи Сиратори: ребенок склепа (2007)
- Roto Visage & Kenji Siratori: Лоботомия Трагедии (2007)
- Из-под контроля (2007)
- Kenji Siratori & Golden Age: Psychotronic (2007)
- Корона теперь со специальным гостевым вокалистом Кендзи Сиратори (2007)
- Кендзи Сиратори: Хромосомное Убийство (2007)
- objekt4 vs KENJI SIRATORI: труп разума (2007)
- Randy Greif & Kenji Siratori: Нарколептические Клетки (2007)
- Мучимый черепахами подвиг. Kenji Siratori " Vilnius qui dort «(2007)
- BMR Nord vs Kenji Siratori» Dr()m3 K()r3 " (2007)
- Отголоски в нем бурного подвига. Kenji Siratori «Virgin Clone» (2008)
- Khadeaux Vs Kenji Siratori (2008)
- Владимир Хирш против Кендзи Сиратори: эпидемический ум (2008)
- Д. Б. П. И. Т. & Кэндзи Сиратори «Космическая Площадка» (2008)
- Прилагательное существительное & Kenji Siratori: «Optique Acoustique No. 1» {VHS} (2008)

### Гость на эфирах
- Neikka RPM: Rise of the 13th Serpent (2006)
- Hypnoskull: Panik Mekanik (2006)
- Сплинтер против Сталина: Frassiconsole (2006)
- Bahntier: Blindoom (2006)
- Контроль Части: Грязный Белый Парень (2006)
- David Toop: Звуковое Тело (2007)
- Rec_Overflow: Beetch Ep (2007)
- Сожжение Прометея: Возмездие (2007)
- Apoptose: Schattenmaedchen (2007)
- Замораживание Etch: Уничижительный (2007)
- Заразительный Оргазм: Ripple (2007)
- Белая Тьма: Ничего (2007)
- Гордость И Падение: В Мое Время Смерти (2007)
- Конфиг. Sys: Туда И Обратно (2007)
- MALATO: Avant Pop Muzak (2007)
- Розовый Куст лжеца + царапина[dx]: чепуха (2007)
- OTX: мир в Красном "(2007)
- Блайбург: Тени Выживут (2007)
- Авария-Симптом: Наводнение (2007)
- StarofAsh: The Thread (2008)

## На русском языке
- Сиратори, Кэндзи. Кровь электрическая: [роман]/ Кэндзи Сиратори.- М.: АСТ: Адаптек, 2007.- 319,[1]с. — (Альтернатива). ISBN 978-5-17-042213-5 ISBN 978-5-93827-094-7